# Campestre do Menino Deus
Campestre do Menino Deus é um bairro do distrito da sede, município de Santa Maria. Localiza-se na região nordeste da cidade.
O bairro Campestre do Menino Deus possui uma área de 10,6396 km² que equivale a 8,82% do distrito da Sede que é de 121,84 km² e  0,5938% do municipio de Santa Maria que é de 1791,65 km².

## História
A topografia do bairro apresenta, na parte próxima à encosta do Planalto, àreas com declives não favoráveis à ocupação humana. Estas áreas já estão ocupadas, como exemplo a unidade residencial Vila Pires, que localizando-se num destes declives, tem acesso dificultado.
O local somente vem a surgir oficialmente como bairro em 2006, sendo que sua área mais povoada (ao sul) fora subtraída do vizinho Itararé, e a outra área com predominância de morros fazia parte da área sem-bairro do distrito da Sede.

## Limites
Limita-se com os bairros: Itararé, Km 3, Nossa Senhora do Perpétuo Socorro, Presidente João Goulart, Santo Antão, e, com o município de Itaára.
Descrição dos limites do bairro: A delimitação inicia no eixo da linha férrea Santa Maria-Itaara com uma sanga afluente do Rio Vacacaí-Mirim, coincidindo com o Perímetro Urbano, segue-se a partir daí pela seguinte delimitação: eixo da linha férrea Santa Maria/Itaara, até o limite intermunicipal Santa Maria – Itaara, junto ao curso d’água Arroio Vacacaí-Mirim; leito do Arroio Vacacaí-Mirim, no sentido à jusante, até encontrar com o Arroio Boa Vista; linha reta, de aproximadamente 1.875 metros em sentido leste, até encontrar o Lajeado Rincão do Canto, junto a confluência com o afluente nordeste da margem esquerda; linha reta, em sentido sudeste, de aproximadamente 1.250 metros, até sua projeção encontrar a confluência da Sanga Copetti com o Lajeado dos Pires; Lajeado dos Pires, no sentido a jusante, até a sua foz, no Arroio Garganta do Diabo ; leito do Arroio Garganta do Diabo , no sentido a montante; faixa de domínio oeste da Rodovia BR-158, no sentido sul; eixo do corredor de acesso à Barragem do Vacacaí-Mirim, passando pela taipa, no sentido noroeste; margem oeste da Barragem do Vacacaí-Mirim, na curva de nível 120 metros, no sentido a montante; até alcançar a foz de uma sanga próxima ao final da Rua Lourival Pires Dutra; por esta sanga, no sentido a montante, até a sua nascente próxima a Rua Canários; linha reta que parte desta nascente até um ponto do eixo da Rua Canários, coincidente com a projeção do eixo do corredor, prolongamento da Rua Lupicínio Rodrigues; eixo da Rua Canários, no sentido oeste, cruzando a Rua Euclides da Cunha; eixo da linha férrea Santa Maria – Itaara, no sentido norte, até encontrar a sanga afluente do Rio Vacacaí-Mirim, início desta demarcação.

## Unidades residenciais
O bairro Campestre do Menino Deus, pertencente ao distrito da Sede, é uma unidade de vizinhança que contém as seguintes unidades residenciais:
| # | Unidade residencial      | Localização                       | Limites | Obs.       |
| - | ------------------------ | --------------------------------- | --- | ---------- |
| 1 | Campestre do Menino Deus |                                   | Toda a área do perímetro do Bairro Campestre do Menino Deus sem denominação específica.                                                                        |            |
| 2 | Perau                    | 29° 38' 37.63" S 53° 46' 26.55" O | A unidade rural localizada na estrada velha que vai para Itaara.                                                                                               |            |
| 3 | Rincão do Soturno        | 29° 39' 29.14" S 53° 47' 41.41" O | A unidade rural com acesso pela Rua Guaraci Schimidt. |            |
| 4 | Vila Dutra               | 29° 39' 58.00" S 53° 47' 46.29" O | A unidade residencial urbana cujos lotes confrontam com as Ruas Lourival Pires Dutra, José Otão Dutra I e José Otão Dutra II.                                  | [ Obs. 1 ] |
| 5 | Vila Garibaldi           | 29° 39' 28.32" S 53° 47' 52.65" O | A unidade residencial urbana cujos lotes confrontam com a Rua Garibaldi Schimidt.                                                                              |            |
| 6 | Vila Menino Deus         | 29° 39' 42.17" S 53° 47' 38.58" O | A unidade residencial urbana localizada a sudeste da Rua Vereador Antônio Dias, e a noroeste da Barragem do Vacacaí-Mirim e ao sudoeste da Subestação da CEEE. | [ Obs. 2 ] |
| 7 | Vila Pires               | 29° 39' 46.00" S 53° 47' 51.66" O | A unidade residencial urbana localizada a oeste da Rua Vereador Antônio Dias e ao norte da linha férrea da Serra.                                              | [ Obs. 3 ] |

1. ↑  O acesso principal se dá pela rua Vereador Antônio Dias, que é a continuação da Rua Euclides da Cunha.
2. ↑  O acesso principal se dá pela rua Vereador Antônio dias, que é a continuação da Rua Euclides da Cunha.
3. ↑  O acesso principal se dá pela rua Vereador Antônio Dias, que é continuação da Rua Euclides da Cunha.

## Demografia

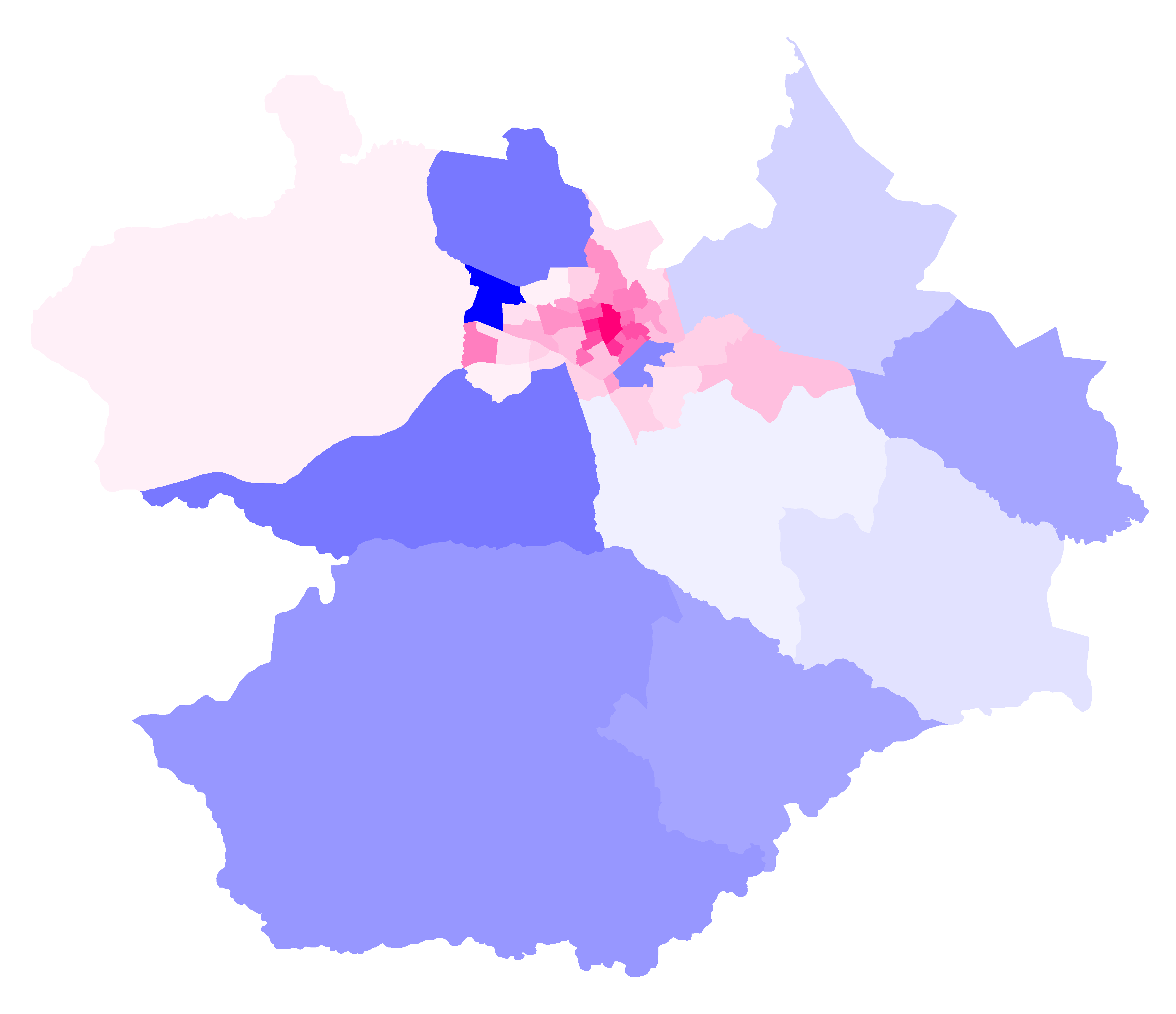
Mapa do município de Santa Maria com as divisões em bairros. Em escalas de azul os bairros com predominância masculina e em escalas de rosa os bairros com predominância feminina. Observa-se que quanto melhor a infraestrutura e o acesso a ela mais convidativo o bairro é para a população feminina. E, reciprocamente, podemos reconhecer os bairros com melhor infraestrutura observando onde a população feminina está concentrada.

Segundo o censo demográfico de 2010, Campestre do Menino Deus é, dentre os 50 bairros oficiais de Santa Maria:
- Um dos 41 bairros do distrito da Sede.
- O 32º bairro mais populoso.
- O 11º bairro em extensão territorial.
- O 39º bairro mais povoado (população/área).
- O 30º bairro em percentual de população na terceira idade (com 60 anos ou mais).
- O 27º bairro em percentual de população na idade adulta (entre 18 e 59 anos).
- O 17º bairro em percentual de população na menoridade (com menos de 18 anos).
- Um dos 39 bairros com predominância de população feminina.
- Um dos 30 bairros que não contabilizaram moradores com 100 anos ou mais.

Distribuição populacional do bairro
1. Total: 2697 (100%)
  1. Urbana: 2697 (100%)
  2. Rural: 0 (0%)
2. Homens: 1333 (49,43%)
  1. Urbana: 1333 (100%)
  2. Rural: 0 (0%)
3. Mulheres: 1364 (50,57%)
  1. Urbana: 1364 (100%)
  2. Rural: 0 (0%)

## Infraestrutura
Abastecimento de água
No bairro a maioria dos domicílios são abastecidos pela CORSAN. Entretanto, frequentemente ocorre a falta de água, por não apresentar pressão suficiente para atingir as residências situadas nas áreas mais altas.
Centro de Tradições Gaúchas
No bairro está situado a Associação tradicionalista Poncho Branco, à rua Vereador Antônio Dias.
Educação
A Escola Ilda Vasconcellos, situada na rua Vereador Antônio Dias, possui ensino fundamental.